# یک مکان ساکت
یک مکان ساکت یا یک  مکان آرام (به انگلیسی: A Quiet Place) یک فیلم در گونهٔ درام هیجان‌انگیز، به نویسندگی و کارگردانی جان کرازینسکی است. کرازینسکی علاوه بر کارگردانی، ایفای نقش یکی از شخصیت‌های اصلی این فیلم را نیز بر عهده دارد. از دیگر بازیگران این فیلم می‌توان به امیلی بلانت، میلیسنت سیموندز و نوآ جوپ اشاره کرد.
نخستین نمایش یک مکان ساکت در ۹ مارس ۲۰۱۸، در جشنواره جنوب از جنوب غربی بود و سپس در تاریخ ۶ آوریل ۲۰۱۸ توسط پارامونت پیکچرز در ایالات متحده به نمایش درآمد. یک مکان ساکت با واکنش‌های مثبتی از سوی منتقدان همراه بود که عملکرد گروه بازیگری، فضا، کارگردانی و طراحی صدای آن مورد تحسین قرار گرفت. این فیلم همچنین در گیشه نیز بسیار موفق بود و ۳۴۱ میلیون دلار در سراسر جهان فروش کرد در حالی که ۱۷–۲۱ میلیون دلار بودجه ساخت آن بوده‌است.

## داستان

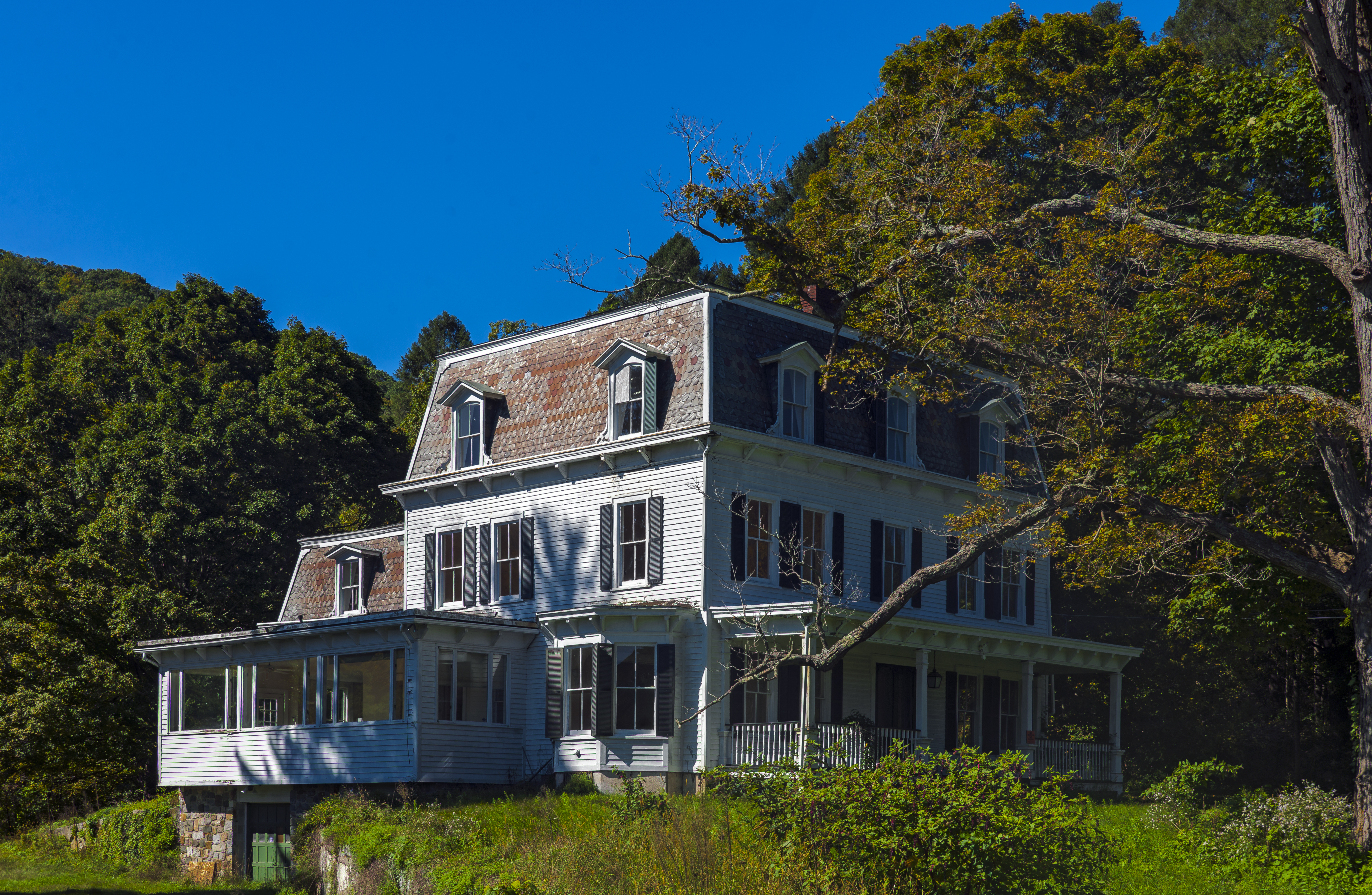
خانه‌ای که در فیلم مورد استفاده قرار گرفته

داستان فیلم در آینده رخ می‌دهد و دورانی را به تصویر می‌کشد که هیولاهایی ناشناخته زمین را به تسخیر خود درآورده‌اند و کوچک‌ترین صدایی می‌تواند آنان را به سوی انسان‌ها کشانده و سبب نابودی‌شان شود. در این داستان لی (جان کرازینسکی)، اِوِلین (امیلی بلانت) و فرزندانشان حضور دارند. خانواده‌ای که کاملاً در سکوت مطلق قرار دارند و تمام مواردی را که باعث می‌شود صدایی تولید شود و امنیت خانواده به خطر بیفتد، زیر نظر دارند تا اشتباهی رخ ندهد. حال این خانواده در تمام طول مدت زندگی خود باید هر کاری را بدون هیچ صدایی انجام دهند وگرنه توسط این موجودات شکار می‌شوند.

## بازیگران
- جان کرازینسکی در نقش لی آبوت
- امیلی بلانت در نقش اِوِلین آبوت
- میلیسنت سیموندز در نقش ریگن آبوت
- نوآ جوپ در نقش مارکوس آبوت
- کاد وودوارد در نقش بوآ آبوت، پسر کوچک خانواده
- لئون راشام در نقش مردی در جنگل که همسرش توسط موجودات کشته شده بود.

## دنباله
دنباله‌ی این فیلم تحت عنوان یک مکان ساکت: بخش ۲، با بازگشت کرازینسکی به عنوان کارگردان و هنرنمایی بلانت قرار بود در ۲۰ مارس ۲۰۲۰ اکران شود، اما به خاطر همه‌گیری کرونا در ۴ سپتامبر ۲۰۲۰ در ایالت متحده آمریکا به نمایش درآمد.